# Calco (Einheit)
Calco war eine Masseneinheit (Gewichtsmaß) auf den Ionischen Inseln und entsprach nach Sprachgebrauch dem englischen Pennyweight.
- 1 Calco = 0,09331 Lot (preuß.)[1] = 1,55 Gramm[2]